# Загарец
Загарец — река в России, протекает в Прилузском районе Республики Коми. Устье реки находится в 20 км по левому берегу реки Большая Нюла. Длина реки составляет 14 км.
Исток реки в таёжном массиве среди холмов Северных Увалов к северо-востоку от холма Большая Нюла (187 м НУМ) в 18 км к востоку от села Занулье. Генеральное направление течения — северо-запад, всё течение проходит по ненаселённому холмистому таёжному массиву. Впадает в Большую Нюлу в 12 км к северо-востоку от села Занулье.

## Данные водного реестра
По данным государственного водного реестра России и геоинформационной системы водохозяйственного районирования территории РФ, подготовленной Федеральным агентством водных ресурсов:
- Бассейновый округ — Двинско-Печорский
- Речной бассейн — Северная Двина
- Речной подбассейн — Малая Северная Двина
- Водохозяйственный участок — Юг
- Код водного объекта — 03020100212103000012464